# Taunus

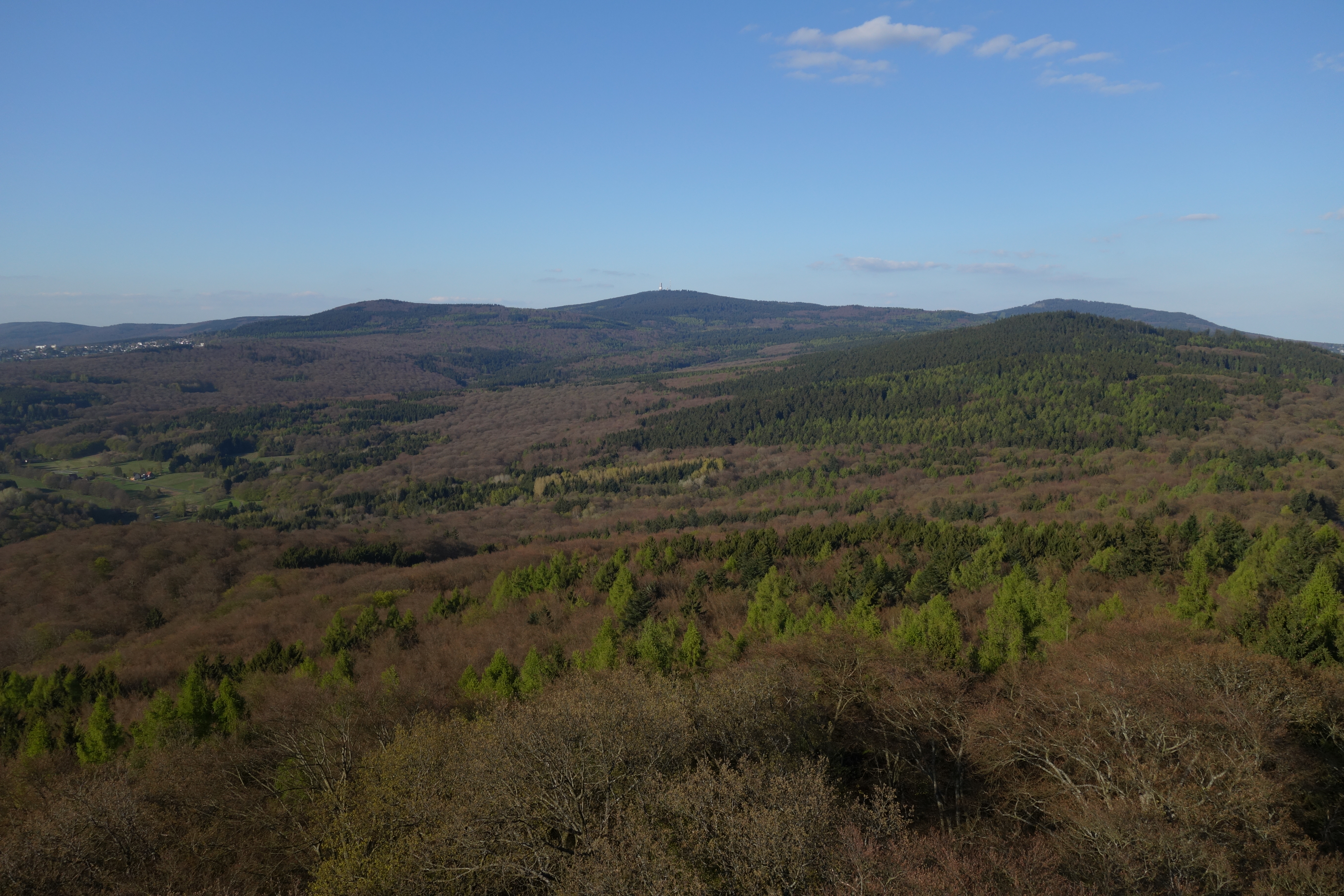
Vista dalla montagna Atzelberg vicino a Kelkheim sulla cresta del Taunus

Il Taunus è una catena montuosa della Germania centrale, appartenente al Rheinisches Schiefergebirge e che raggiunge gli 880 metri di altitudine con il Großer Feldberg.

## Geografia

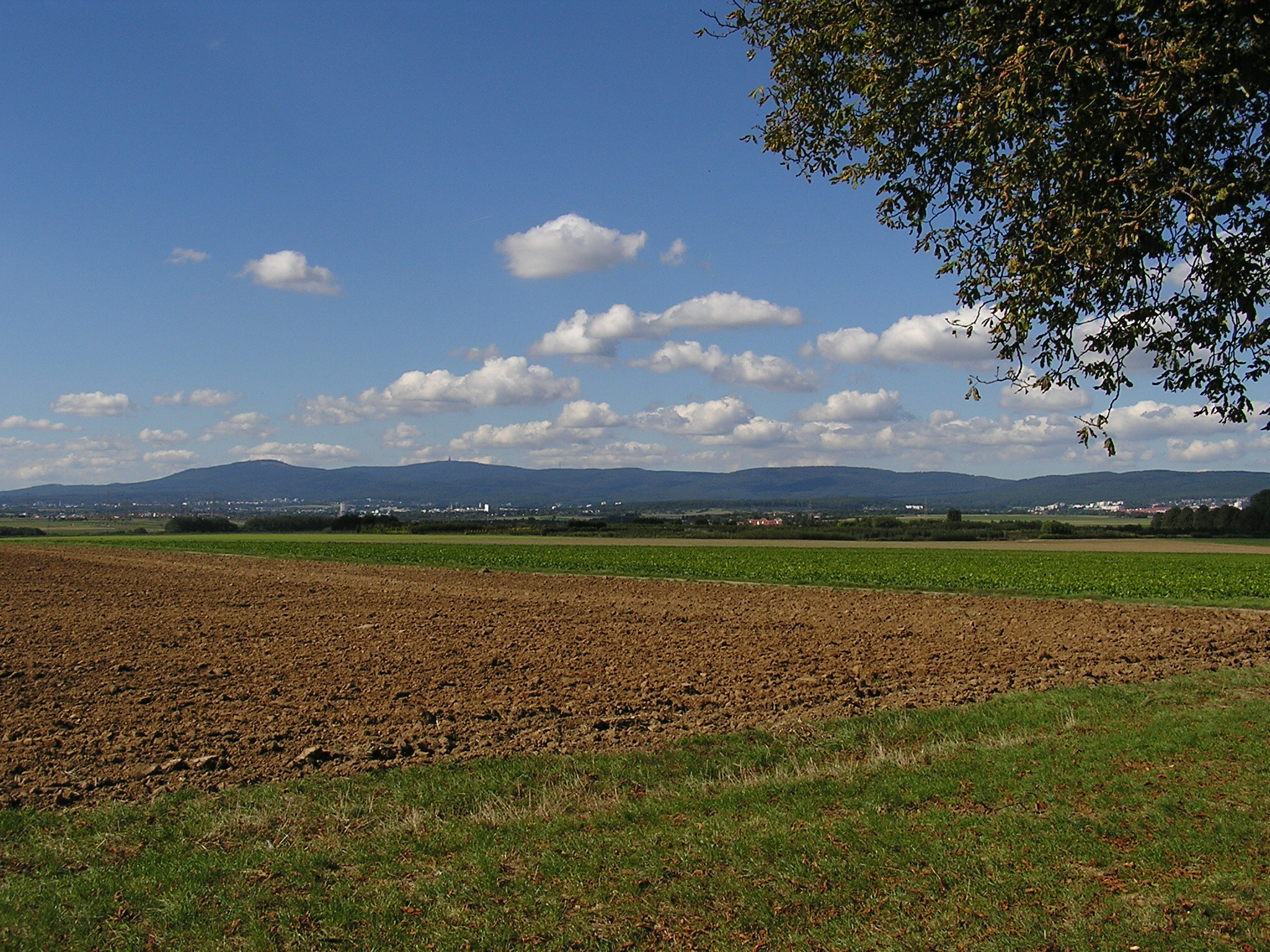
L'Hochtaunus con il Feldberg (visti da Karben).

Il Taunus si estende nei seguenti circondari: Hochtaunuskreis, Limburg-Weilburg, Lahn-Dill-Kreis, Main-Taunus-Kreis, Rheingau-Taunus-Kreis e Rhein-Lahn-Kreis. Al suo centro si trova il parco naturale dell'Hochtaunus.
A ovest del Reno il Taunus ha la sua continuazione nell'Hunsrück, mentre a est è delimitato dalla Wetterau, parte della Hessische Senke e prosecuzione nord-orientale dell'Oberrheingraben. A nord il confine naturale del Taunus è formato dalla valle del fiume Lahn, a sud dal Main-Taunusvorland.
Nella parte meridionale si trovano le zone più elevate del Vortaunus e del Hoher Taunus (Taunushauptkamm) in gran parte coperte da boschi, mentre verso nord il Taunus digrada lentamente verso la Lahn.
La zona settentrionale del Taunus è complessivamente meno elevata e ondulata rispetto alla parte meridionale, vi si trovano anche degli altopiani, caratterizzati da un notevole sfruttamento agricolo. Da nord-nord-ovest a sud-sud-est scorrono alcune fratture di natura tettonica, di cui la principale è l'Idsteiner Senke.
Il Hintertaunus occidentale è profondamente scavato dall'Aar, dal Dörsbach e dal Mühlbach, tutti affluenti della Lahn. Ancora più marcato e sviluppato è il bacino idrografico della Wisper che comprende la parte meridionale dell'Hintertaunus occidentale per poi immettersi nel Reno. Nel Taunus si trovano anche le sorgenti di alcuni fiumi e torrenti come il Weil, l'Usa e l'Erlenbach.

## Storia
Dal I al III secolo nel Taunus i Romani eressero il Limes, una serie di fortificazioni sul confine settentrionale dell'impero. Nel 2005 ciò che rimane del Limes germanico-retico è stato dichiarato patrimonio dell'umanità dall'UNESCO. Fonti latine attestano la presenza della popolazione dei Catti in questa regione. Sul monte Altkönig sono invece presenti dei resti di una fortificazione celtica.
Il nome "Taunus" è di origine latina ed appare negli Annali di Tacito, in cui è citato un "castellum in monte tauno", che probabilmente indica l'odierna Friedberg.

## Attrazioni turistiche

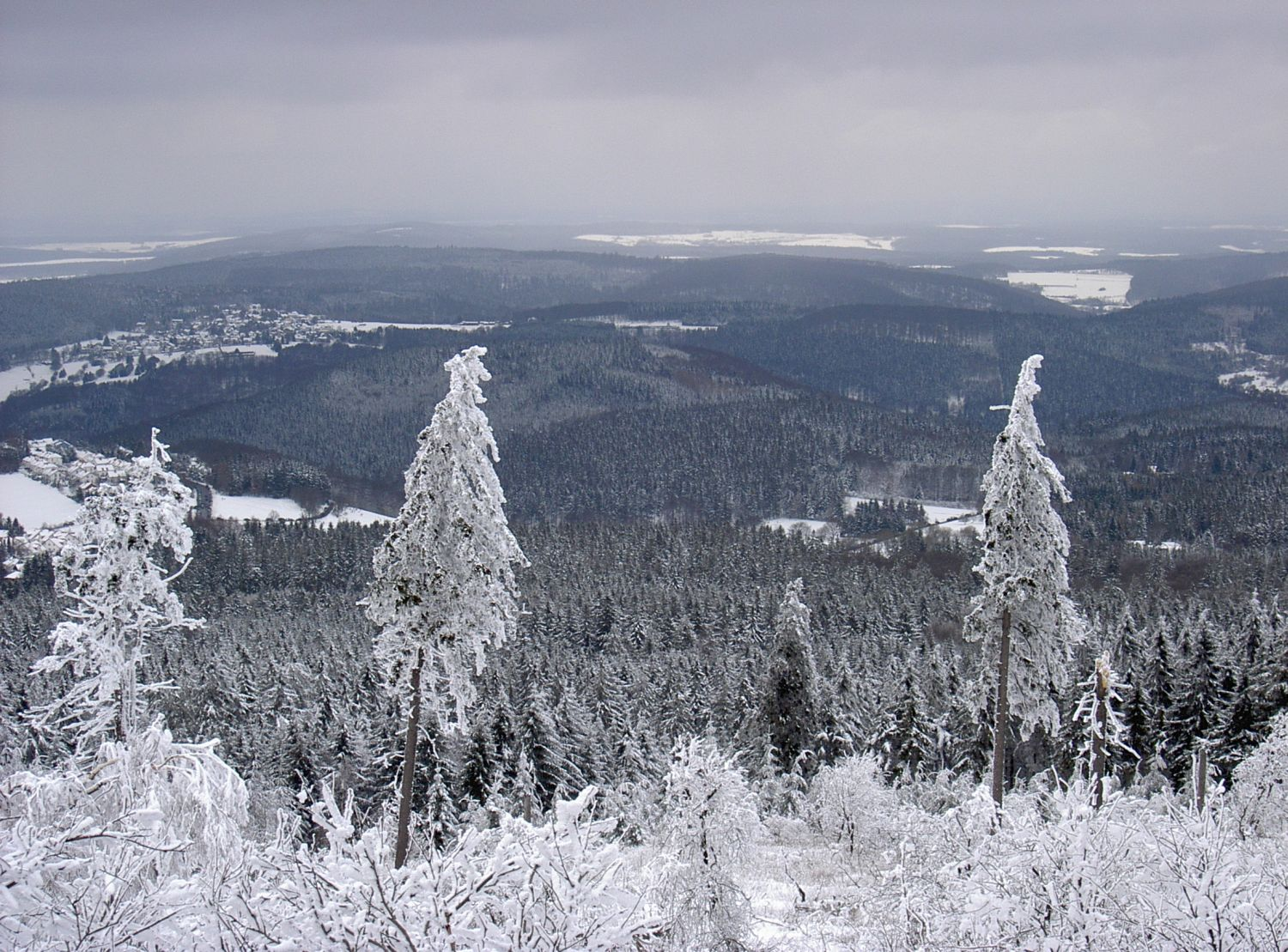
Vista dal Großer Feldberg sul Taunus
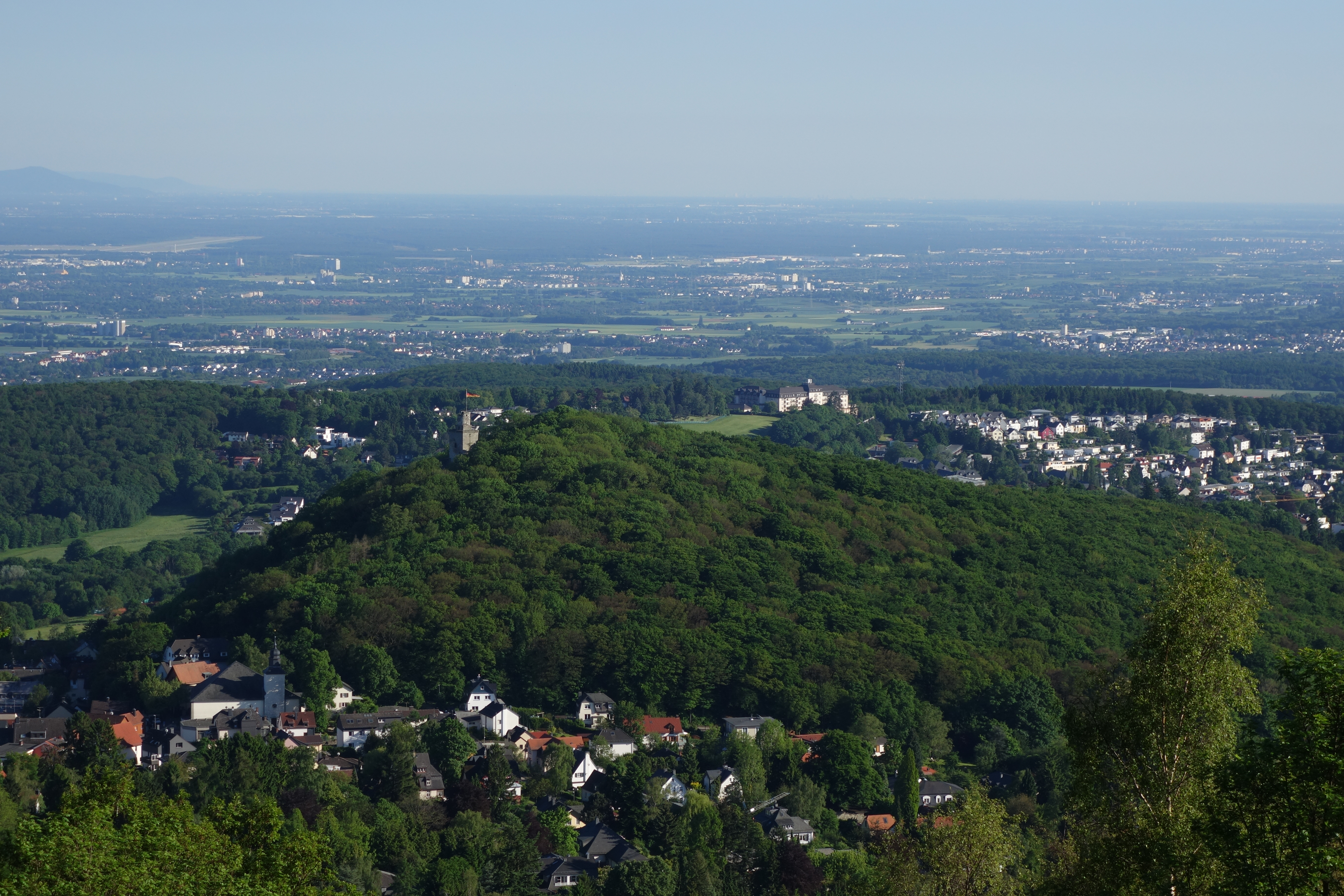
Castello di Falkenstein sopra Koenigstein
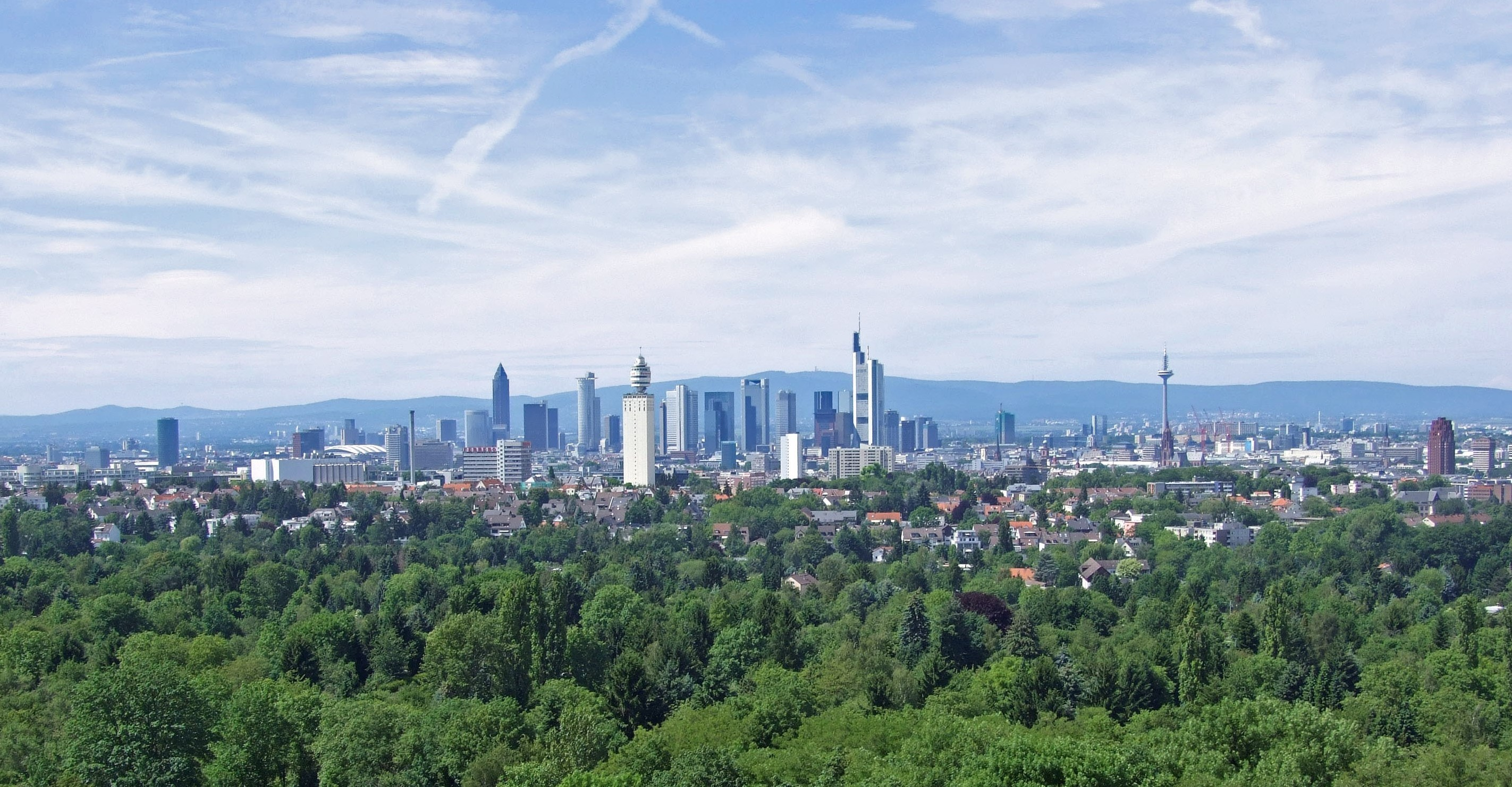
Vista su Francoforte sul Meno, sullo sfondo il Taunus

Il Taunus presenta una notevole varietà da un punto di vista ambientale, tanto che sul suo territorio si estendono ben tre parchi naturali.
- Il parco naturale del Hochtaunus si estende lungo la cresta principale fino al fiume Lahn. Dal Großer Feldberg si gode di un'ottima visuale sulla zona del Reno e del Meno. A nord di Eschbach vicino a Usingen si possono ammirare le Eschbacher Klippen, delle enormi rocce di quarzite alte fino a 12 metri.
- Il parco naturale del Rhein-Taunus a ovest.
- Il parco naturale Nassau a nord-ovest.

Nel Taunus sono ancora oggi visibili numerose testimonianze di varie epoche storiche.
- Il Limes è parzialmente conservato e lungo il suo tracciato in epoca moderna sono state ricostruite alcune torri, che facevano parte delle fortificazioni romane. A nord-ovest di Bad Homburg si trova la Saalburg, un castrum romano ricostruito alla fine del XIX secolo dall'imperatore Guglielmo II.
- Le città del Taunus hanno in gran parte un centro storico ben conservato con le tradizionali case con intelaiatura a traliccio (Fachwerkhäuser) e numerose chiese. Le principali città del Taunus sono: Idstein, Eppstein, Königstein, Kronberg, Oberursel, Bad Homburg, Hasselbach (frazione di Weilrod), Weilburg e Braunfels.
- Sono interessanti anche vari castelli:
  - Il castello di Braunfels.
  - Il castello di Altweilnau nel comune di Weilrod, costruito attorno al 1200.
  - Il castello di Eppstein nell'omonima città fu probabilmente costruito nel 926 ed oggi ospita un museo.
  - Le rovine del castello di Freienfels, citato per la prima volta nel 1327.
  - Le rovine del castello di Königstein im Taunus, simbolo dell'omonima città, risalente al XV secolo.
  - Le rovine del castello di Falkenstein a Königstein
  - Il castello di Kronberg con un interessante museo.
  - Il castello di Neuweilnau nel comune di Weilrod è oggi sede dell'ente forestale e non è accessibile al pubblico.
- Vicino al villaggio di Neu-Anspach è aperto dal 1974 il Hessenpark, un museo dedicato all'Assia rurale. Vi sono ricostruiti numerose abitazioni ed edifici pubblici che non è stato possibile conservare nelle loro ubicazioni originarie.
- Vicino a Hasselbach (frazione di Weilrod) è situata la "Vogelburg", dove sono ospitate numerose specie di uccelli.
- Non lontano da Weilburg, vicino a Kubach, si trova la Kubacher Kristallhöhle, un'ampia grotta, accessibile anche al pubblico.

## Monti
- Großer Feldberg (880 m), Distretto di Hochtaunus
- Kleiner Feldberg (825 m), Distretto di Hochtaunus
- Altkönig (798 m), Distretto di Hochtaunus
- Weilsberg (701 m), Distretto di Hochtaunus
- Glaskopf (685 m), Distretto di Hochtaunus
- Pferdskopf (663 m), Distretto di Hochtaunus
- Kalte Herberge (619 m), Distretto di Rheingau-Taunus
- Hohe Wurzel (618 m), Distretto di Rheingau-Taunus
- Hohe Kanzel (592 m), Distretto di Rheingau-Taunus
- Herzberg (591 m), Distretto di Hochtaunus
- Erbacher Kopf (580 m), Distretto di Rheingau-Taunus
- Kuhbett (526 m), Distretto di Limburg-Weilburg (Bad Camberg) vicino a Hasselbach (frazione di Weilrod)
- Steinkopf (518 m), Distretto di Hochtaunus
- Hundskopf (504 m), Distretto di Rheingau-Taunus
- Goldgrube (492 m), Distretto di Hochtaunus